# 1906

## Події
- 11 серпня — у Великій Британії Юджин Ласт запатентував звукове кіно.
- заснована Квантунська армія

## Наука
- Винайдення тріода Лі де Форестом

### Аварії й катастрофи
- 21 січня — Бразильський лінкор «Аквідабан» (Aquidabã) затонув недалеко від Ріо-де-Жанейро через кілька хвилин після вибуху кормового порохового льоху. Загинуло 212 чоловік.
- 22 січня — Американський пароплав «Валенсія» (Valencia) розбився на каменях острова Ванкувер. Загинуло 129 (140) чоловік.
- 18 квітня — Американське місто Сан-Франциско зазнало великих пошкоджень через землетрус. Загинуло 700 чоловік, 250000 залишилися без притулку. Зруйновано 28000 будівль.
- 4 серпня — Італійський пароплав з еміграниами Сіріо (Sirio) зазнав аварії біля мису Палос, Іспанія. Загинуло 350 чоловік.
- 21 жовтня — Російський пароплав «Варягін» підірвався на міні і затонув у бухті Кангауз (нині Суходол) Уссурійської затоки. Загинуло 136 чоловік.

## Народились
Дивись також Категорія:Народились 1906
- 3 січня — Стаханов Олексій Григорович, донецький шахтар
- 11 січня — Йосиф Кладочний, український греко-католицький священник, близький друг Андрея Шептицького
- 15 січня — Аристотель Онассіс, грецький судновласник, фінансовий магнат
- 21 січня — Ігор Мойсєєв, легендарний російський хореограф
- 31 січня — Рузвельт Сайкс, американський блюзовий музикант.
- 4 лютого — Клайд Томбо, американський астроном
- 7 лютого — Антонов Олег Костянтинович, український авіаконструктор
- 8 лютого — Честер Карлсон, американський фізик, винахідник процесу ксерокопіювання
- 17 лютого — Кухаренко Лідія Іванівна, українська економістка і громадська діячка, доктор економічних наук (1952), професор (1953). Депутатка Верховної Ради УРСР 4—6-го скликань. Членкиня ЦК КПУ у січні 1949 — березні 1966 р.
- 11 березня — Зіно Давидофф, швейцарський підприємець; виходець з України.
- 16 березня — Франсиско Аяла, іспанський письменник, перекладач і соціолог
- 19 березня — Адольф Айхман, нацистський злочинець
- 24 березня — Шульженко Клавдія Іванівна, російська естрадна співачка, акторка
- 13 квітня — Іваненко Оксана Дмитрівна, українська дитяча письменниця та перекладачка.
- 28 квітня — Барт Ян Бок, нідерландсько-американський астроном
- 8 травня — Роберто Росселліні, італійський кінорежисер
- 3 червня — Жозефіна Бейкер, американо-французька танцюристка, співачка та акторка
- 22 червня — Біллі Вайлдер, кінорежисер
- 21 липня — Олена Теліга, українська поетеса, літературна критикиня, діячка української культури, діячка ОУН.
- 5 серпня — Джон Г'юстон, американський кінорежисер
- 5 серпня — Леонтьєв Василь Васильович, американський економіст російського походження
- 5 вересня — Санніленд Слім (справжнє ім'я Альберт Луендрю) (пом. 1995), американський блюзовий піаніст.
- 25 вересня — Шостакович Дмитро Дмитрович, російський композитор
- 6 жовтня — Джанет Гейнор, американська акторка
- 11 жовтня — Савченко Ігор Андрійович, український кінорежисер
- 23 жовтня — Гертруда Едерле, американська плавчиня
- 2 листопада — Лукіно Вісконті, італійський режисер театру і кіно
- 17 листопада — Соітіро Хонда, японський інженер, підприємець, засновник компанії «Honda»
- 28 листопада — Лихачов Дмитро Сергійович, російський літературознавець та історик культури
- 30 листопада — Джон Діксон Карр, англійський письменник, автор детективних романів
- 19 грудня — Брежнєв Леонід Ілліч, Генеральний секретар ЦК КПРС і Голова президії Верховної ради СРСР (1966—1982 рр.)
- 24 грудня — Джеймс Хедлі Чейз, англійський письменник
- Авідар Йосеф — ізраїльський військовий і політичний діяч.

## Померли
Дивись також Категорія:Померли 1906
- 27 лютого — Семюел Пірпонт Ленглі, американський астроном, фізик і піонер авіації
- 22 жовтня — Поль Сезанн, французький художник-імпресіоніст («Сучасна Олімпія», «Долина»)

## Нобелівська премія
- з фізики: Джозеф Джон Томсон у знак визнання заслуг в області теоретичних й експериментальних досліджень провідності електрики в газах
- з хімії: Анрі Муассан, за отримання елементу фтору і введення в лабораторну і промислову практику електричної печі названої його ім'ям
- з медицини та фізіології: Камілло Гольджі та Сантьяго Рамон і Кахаль «На знак визнання робіт про структуру нервової системи»
- з літератури: Джозуе Кардуччі
- премія миру: Теодор Рузвельт, як співавтор мирних договорів, президент США